# 三谷孝
三谷 孝（みたに たかし、1945年 - 2011年）は、日本の歴史学者。専門は現代中国史。華北農村社会と民衆運動、中国秘密結社を研究した。一橋大学名誉教授。

## 人物・経歴
東京都生まれ。1969年東京教育大学文学部史学科東洋史学専攻卒業。1972年一橋大学大学院社会学研究科修士課程修了、社会学修士。1976年一橋大学大学院社会学研究科博士課程単位修得退学。指導教官増淵龍夫。
日本学術振興会奨励研究員を経て、1979年一橋大学社会学部助教授。1988年一橋大学社会学部教授。1999年一橋大学社会学部長。2000年一橋大学大学院社会学研究科総合社会科学専攻歴史社会研究（社会史アジア）教授。2009年定年退職、一橋大学名誉教授。
専門は中国現代史、中国農村社会史、秘密結社史で、南開大学歴史系との華北農村社会の共同研究や、中国秘密結社の研究を行った。元歴史学研究会編集委員。
指導学生に佐藤宏（一橋大学教授）や田原史起（東京大学教授）などがいる。死後、門下生により秘密結社を中心とする民衆運動に関する日本語論文を集めた『現代中国秘密結社研究』が出版された。

## 著書
- 『アジア現代史　第3巻』（共著）青木書店 1981年
- 『中国農村変革の歴史的研究』一橋大学 1990年
- 『農民が語る中国現代史――華北農村調査の記録』（編著）内山書店 1993年
- 『戦前期日本の中国秘密結社についての調査』科学研究費補助金研究成果報告書 1998年
- 『戦前期中国実態調査資料の総合的研究』科学研究費補助金研究成果報告書 1998年
- 『中国農村変革と家族・村落・国家――華北農村調査の記録』（編著）汲古書院 1999年
- 『中国農村変革と家族・村落・国家――華北農村調査の記録　第二巻』（編著）汲古書院 2000年
- 『村から中国を読む――華北農村五十年史』（共著）青木書店 2000年
- 『秘密结社与中国革命』中国社会科学出版社 2002年
- 『中国内陸地域における農村変革の歴史的研究』一橋大学 2005年
- 『戦争と民衆 : 戦争体験を問い直す』（編集代表）旬報社 2008年
- 『中国内陸における農村変革と地域社会』（編著）御茶の水書房 2011年
- 『二十世纪华北农村调查记录』（共編）社会科学文献出版社 2012年
- 『現代中国秘密結社研究』汲古書院 2013年